# معاذ حجي
معاذ حجي هو مسيّر كرة قدم مغربي.
بتاريخ 11 أبريل 2019 تمّ تعيينه كاتبا عاما جديدا للكونفدرالية الإفريقية لكرة القدم (كاف).
وجاء تعيين حجي خلال اجتماع المكتب التنفيذي لهذه الهيئة الكروية القارية، بحضور رئيس (الكاف) أحمد أحمد.
وقد شغل حجي سابقا منصب المنسق الإداري العام للكاف، مكلفا بتنسيق كافة عمليات ومهام إدارة الكونفدرالية الإفريقية لكرة القدم.،.